# Eugénie de Danglars
Eugénie De Danglars è un personaggio dell'anime Il conte di Montecristo  di 'Mahiro Maeda. Eugénie è la figlia di Victoria de Danglars e Jullian Danglars, fidanzata con il protagonista Albert de Morcerf.

## Storia

### Passato
Del passato della ragazza non si conosce molto, amica di infanzia del barone Franz d'Epinay e di Albert, e da sempre promessa sposa di quest'ultimo. 

### Presente
la ragazza è vittima a sua insaputa della vendetta del conte, infatti Andrea Cavalcanti è un truffatore mandato da Edmond con il chiaro intento di distruggere lei e la sua famiglia: il ragazzo riuscirà a far rompere il suo vecchio fidanzamento e dopo aver sedotto la madre di lei, le usa quasi violenza per sottometterla alla sua volontà, nonostante sappia che lei è la sua sorellastra.

## Carattere
Solare, ama suonare il pianoforte e nel corso della serie si rende conto che anche se si tratta di un fidanzamento combinato, prova dei veri sentimenti per Albert. Abituata a non chiedere aiuto anche nei momenti di difficoltà odia sia la madre, per i suoi continui tradimenti anche con uno dei suoi amici e anche il padre perché non tiene assolutamente conto dei suoi sentimenti e la usa solamente per ottenere maggiori ricchezze.